# Обсада на Никея (1077)
Вижте пояснителната страница за други значения на Обсада на Никея.
Завладяването на Никея от селджукските турци е военнополитическо събитие, маркиращо дъното на византийската военна мощ в продължилия близо три века военен конфликт между Източната римска империя и селджукските турски държави.

### Предистория
След разгрома на Византия при Манцикерт селджуките се съгласяват на временно примирие с Роман Диоген. След като публично го унижава, Алп Арслан освобождава срещу откуп пленения император и ограничава неприятелските действия срещу Източната Римска империя. Тюркският султан рационално предвижда развитието на събитията - скоро след прибирането на Роман Диоген в Константинопол срещу него избухва въстание, предвождано от аристократичната фамилия Дука. Бившият император е свален, прогонен в Киликийска Антиохия, а по-късно е предаден, ослепен и умира в изгнание през 1072 г. на остров Киналиада в Мраморно море. Новият василевс Михаил VII Дука прави задължителния външнополитически ход и подновява бойните действия срещу селджуките. Алп Арслан  не е изненадан и неговите конници отново бързо вземат инициативата. Същевременно Византия е болезнено притискана от северозапад от печенегите и метежите на павликяните. Загубата при Манцикерт отключва водовъртеж, в който Империята може да погине. Избухва въстанието на българите, водени от Георги Войтех и Константин Бодин. Но най-голяма изглежда опасността на Апенините, където насърчавани от папата бившите имперски нормански наемници бързо стават господари на византийските градове в Апулия и Калабрия. В този преразтеглен военно-административен и снабдителен модел на Империята Алп Арслан лесно овладява античния град Никея, на вратата на Константинопол.

### Завладяването на града
В действителност липсват точни исторически описания на de facto бойни действия около града Никея. Поради това се смята[кой го твърди?], че императорът на практика изоставя града. В действителност става дума за промяна на политическото статукво след нов метеж, воден от стратега на Анатоликон Никифор III Вотаниат, който използва съседите си селджуци като военни наемници. Те му печелят короната на василевса, а той им преотстъпва властта над Никея.

### Последствия
След тази съществена териториална загуба Михаил VII Дука на свой ред е свален и подстриган за монах в Студийския манастир. С неуспехите си във вътрешно- и външнополитически план Михаил VII е спечелил прозвището „Парапинак“. От своя страна селджуките обявяват Никея за нова столица и тя остава такава двадесет години - до 1097 г., когато кръстоносците на Годфрид дьо Буйон връщат града на Византия.